# Coilia
Coilia – rodzaj ryb promieniopłetwych z podrodziny Coiliinae w obrębie rodziny sardelowatych (Engraulidae).

## Rozmieszczenie geograficzne
Do rodzaju należą gatunki występujące w wodach Oceanu Indyjskiego i Spokojnego; jeden gatunek (C. brachygnathus) występuje w rzece Jangcy.

## Morfologia
Długość ciała do 41 cm; masa ciała (największa opublikowana) 127,32. 

## Systematyka
Rodzaj zdefiniował w 1830 roku angielski zoolog John Edward Gray w publikacji własnego autorstwa poświęconej ilustracjom indyjskich zwierząt wybranych głównie z kolekcji generała Thomasa Hardwicke’a. Gatunkiem typowym jest (oznaczenie monotypowe) C. ramcarati.

### Etymologia
- Mystus: gr. μυσταξ mustax, μυστακος mustakos ‘wąs’, od μασταξ mastax, μαστακος mastakos ‘szczęki, usta’, od μασαομαι masaomai ‘żuć’[11]. Gatunek typowy (oznaczenie monotypowe): Mystus clupeoides Lacépède, 1803 (= Clupea mystus Linnaeus, 1758).
- Thrissa: gr. θρισσα thrissa ‘gatunek ryby’[12].
- Coilia: etymologia niejasna, Gray nie wyjaśnił znaczenia nazwy rodzajowej, być może lokalna nazwa indyjska, lub od gr. κοιλια koilia ‘brzuch, odwłok’[13].
- Chaetomus: gr. χαιτη khaitē ‘włosy’; ωμος ōmos ‘ramię’[4]. Gatunek typowy (późniejsze oznaczenie): Choetomus playfairii McClelland, 1843 (= Clupea mystus Linnaeus, 1758).
- Leptonurus: gr. λεπτος leptos ‘delikatny, drobny’[14]; ουρα oura ‘ogon’[15]. Gatunek typowy (oznaczenie monotypowe): Leptonurus chrysostigma Bleeker, 1849 (= Coilia dussumieri Valenciennes, 1848).
- Thrissocles: gr. θρισσα thrissa ‘gatunek ryby’[12]; -κλης -klēs ‘godny uwagi, wspaniały’[16].
- Demicoilia: nowołac. demi- ‘pół-’, od średniowiecznołac. dimedius ‘połowa’[17]; rodzaj Coilia Gray, 1830. Gatunek typowy (oryginalne oznaczenie (również monotypowe)): Coilia quadragesimalis Valenciennes, 1848 (= Mystus ramcarati Hamilton, 1822).
- Scutengraulis: łac. scutum ‘podłużna tarcza’[18]; rodzaj Engraulis Cuvier, 1816. Gatunek typowy (oryginalne oznaczenie (również monotypowe)): Engraulis (Coilia) hamiltonii Gray, 1830 (= Mystus ramcarati Hamilton, 1822).

### Podział systematyczny
Do rodzaju należą następujące gatunki:
- Coilia borneensis Bleeker 1852
- Coilia brachygnathus Kreyenberg & Pappenheim, 1908
- Coilia coomansi Hardenberg, 1934
- Coilia dussumieri Valenciennes, 1848
- Coilia grayii Richardson, 1845
- Coilia lindmani Bleeker, 1857
- Coilia macrognathos Bleeker, 1852
- Coilia mystus (Linnaeus, 1758)
- Coilia nasus Temminck & Schlegel, 1846
- Coilia neglecta Whitehead, 1968
- Coilia ramcarati (Hamilton, 1822)
- Coilia rebentischii Bleeker, 1858
- Coilia reynaldi Valenciennes, 1848